# When David Heard
When David Heard — хоровий твір американського композитора Еріка Вітакера (англ. Eric Whitacre), написаний для змішаного хору a cappella. Композиція входить до другого альбому «Water Night», який вийшов на студії «Decca/Universal» 12 квітня 2012 року у виконанні хору «Eric Whitacre Singers», Лондонського симфонічного оркестру, Гіли Плітманн і Джуліана Ллойда Веббера.  Вперше був виконаний 26 березня 1999 року. Тривалість твору сягає 15—18 хвилин. 

## Історія створення
Ерік Вітакер створив хоровий твір «When David heard» на знак вшанування горя одного з друзів композитора, який втратив в автокатастрофі свого сина. 1998 року, за три місяці до трагедії Вітакеру доручили написання твору для хорового колективу Рональда Стейхлі (англ. Ronald Staheli). Літературною основою твору став текст з Біблії Короля Якова; Самуїла II, 18:33: «Коли Давид почув, що Авесалом був убитий, він піднявся до своєї кімнати над брамою і заплакав: мій сину, мій сину, о Авесаломе, мій сину, якби Бог дав, щоб я за тебе вмер!» У творі саме цей біблійний текст відображає горе батька, який втратив свою дитину. Тому, як  стверджує композитор, робота над «When David heard» стала для нього одною з найемоційніших та глибоко особистих композицій з усіх, що він написав.

Композитор Ерік Вітакер працював над твором більше року, маючи на меті втілити в своїй музиці ідеї почуття любові, глибокої відданості та смирення. 
«Робота над цим текстом була таким самотнім досвідом, і навіть зараз, просто пишучи ці слова, я зворушений до сліз. Я написав, можливо, 200 сторінок ескізів, намагаючись знайти ідеальний баланс між звуком і тишею, постійно спрощуючи і, закінчивши рік потому, я сильно змінився. Став мудрішим, я думаю, і трохи заспокоївся. Мені все ще важко слухати запис», — так описав свою роботу над хоровим твором сам композитор.
Прем'єра твору відбулась під орудою диригента Р. Стейхлі у 1999 році у виконанні Choirs at Brigham Young University. 

## Біблійний контекст
Літературний текст — одна з основних та невід'ємних складових хорової музики. Попри можливість сучасних композиторів використовувати невичерпні джерела літератури та поезії, вони все ще звертаються до стародавніх біблійних текстів. Композитори надають їм нове вираження у колаборації з сучасними музичними стилем та техніками. Для розуміння значення цього тексту, необхідно звернутись до витоків біблійної історії. 
Авесалом був сином Давида, Королем Ізраїлю. Тамар і Авесалом були сестрою та братом, а Амнон був їхнім зведеним братом. У попередніх розділах біблійних сказань від Самуїла II говорилось, що Давид мав два гріхи — хтивість та аморальність. Як і Давид, Амнон також вів аморальний спосіб життя. Хіть Амнона проявлялась до його зведеної сестри Тамар, яку він гвалтував (від Самуїла II 13:14). Коли Давид почув цю новину, він розлютився, але не покарав Амнона. До того ж, як він міг карати когось за гріх, який мав сам? Усвідомивши це, Авесалом був дуже злий і тоді взявся планувати помсту.  
Два роки потому Авесалом влаштував святкування зі своєю сім'єю, на якій напоїв свого зведеного брата. Коли впевнився, що Амнон був вже досить п'яний, то наказав своїм слугам напасти та вбити Амнона. Після важкого злочину Авесалому довелось далеко втекти, щоб бути у безпеці. Минуло три роки, перш ніж Давид пробачив Авесалома і покликав його повернутись до Єрусалиму. Давид відчував, що не може покарати Авесалома за вбивство зведеного брата, як не покарав Амнона за згвалтування сестри. Проте, Авесалома обурювало, що батько ніколи не згадує про цю страшну історію, тому він задумав повстання проти свого батька, щоб посісти на його трон. Після чотирьох років ретельного планування повстання, дві армії зійшлись в бою. «Не завдайте шкоди юнакові Авесалому, заради мене», — наказав Давид своїм воїнам. Бо, попри війну, його любов до сина лишалась сильною.   
Авесалом їхав на зустріч із слугами Давида, коли мул, який був астридом, пройшов під деревом, а голова Авесалома потрапила між гілок. Проте мул йшов далі, залишивши його висіти. Коли один зі слуг Давида побачив, що там висить Авесалом, він вбив його, всупереч наказу Давида, пронизавши списом серце Авесалома. Коли звістка про його смерть донеслась Давиду, він відповів: О, мій сину, мій сину, о Авесаломе, мій сину, якби Бог дав, щоб я за тебе вмер!    

Давид оплакував смерть Авесалома, бо знав, що його син не потрапить на небеса, а буде чекати вироку, бо вчинив багато гріхів.
Дана історія згодом відображається в католицьких та протестантських літургіях, а тому часто композитори, що творили в епоху Відродження в своїх творах (частіше у мадригалах) виражали такий сильний стан страждання і горя батька саме використовуючи біблійний текст з Біблії Короля Якова.

## Музична драматургія
Твір «When David Heard» написаний для змішаного хору a cappella з divisi в кожному голосі.   
За формою твір є двочастинний з наскрізним розвитком, вступом і кодою. Відповідно, вступ і кода являють собою музичне обрамлення у вигляді речитативу та викладення основної частини тексту: When David heard that Absalom was slain, he went up into his chamber over the gate and wept, and thus he said (Коли Давид почув, що Авесалом був убитий, він піднявся до своєї кімнати над брамою і заплакав). Розвиток музичного полотна починається з вигуку вбитого горем батька: My son, my son, o Absalom!   
Ерік Вітакер використовує в творі різноманітні сучасні техніки хорового письма, такі як алеаторичний контрапункт, кластерні дисонуючі акорди, які раптово обриваються паузами і повною тишею. Драматизму та глибокого емоційного зворушення у кульмінаційних моментах Е. Вітакер  досягає за рахунок розділення голосів з чотирьох до двадцяти, посиленням динаміки, нагромадженням дисонансів та розв'язанням кластеру в певну сталу тональність, що передає відчуття спустошеності й незворотності.
В кульмінації твору звучить найважливіша частина тексту — would God I had died for thee! (якби Бог дав, щоб я за тебе вмер!).